# Héraldique hongroise
L'héraldique hongroise ou héraldique vivante (hongrois : élő heraldika ; allemand : lebenden Heraldik) suit généralement les règles de l'héraldique germanique (en) mais a cependant son propre caractère distinctif. Elle est classée dans l'héraldique de l'Europe centrale et de l'Est.

## Généralités
La plupart des armoiries hongroises sont figuratives ; les armes avec une division simple sur l'écu ou chargées de seulement de pièces ordinaires sont extrêmement rares et la plupart d'origine étrangère. La couleur du champ est le plus souvent bleu et représente le ciel. Environ 90 % des armes hongroises ont une base de vert, souvent un trimont.

Armoiries de la ville de Komádi : la tête coupée d'un Turc en référence aux guerres hongroises contre l'Empire ottoman

L'héraldique hongroise est parfois plus « sanglante » que les autres : 15 % des armes personnelles hongroises comprennent une tête coupée de Turc avec un scalp à longue chevelure, une moustache tombante et du sang coulant du cou. Dans la plupart des cas, les lambrequins ont plusieurs couleurs. Il y a peu d'armes hongroises sans cimier couronné.
En raison d'une forte demande de soldats pendant les guerres contre les Turcs aux XVIe et XVIIe siècles, une garnison entière de 80 à 120 soldats pouvait être élevée au rang nobiliaire avec l'octroi d'un même blason pour tous.
En Hongrie, l'histoire du blason peut être divisée en trois périodes :
- du XIIe siècle jusqu'à la fin du XIIIe siècle. Les armoiries se développent. Le blason est peint sur les boucliers où il sert essentiellement de signe de reconnaissance ;
- du XIIIe siècle jusqu'à la fin du XVe siècle. Les boucliers et armures sont caractérisés par l'utilisation d'armoiries. Le blason est de plus en plus présent et devient un véritable symbole mais il est toujours utilisé lors des tournois et des batailles, peint directement sur les boucliers. À noter que l'année 1526 (défaite de Mohács) marque la fin d'un âge d'or pour l'héraldique hongroise (élő heraldika) ;
- à partir de la fin du XVe siècle, le blason cesse petit à petit d'être utilisé au combat. Cette période est nommée « ère de déclin » ou « de mort héraldique » (en hongrois : hanyatló vagy holt heraldika korszaka).

## Vocabulaire sommaire
- Armoiries = címer[1]
- Cimier = sisakdísz

| Nom français des métaux                | Nom hongrois des métaux | Aperçu | Code Hexa |
| -------------------------------------- | ----------------------- | ------ | --------- |
| Argent (blanc)                         | Ezüst                   |        | #FFFFFF   |
| Or (jaune)                             | Arany                   |        | #FCEF3C   |
| Azur (bleu)                            | Kék                     |        | #2B5DF2   |
| Gueules (rouge)                        | Vörös                   |        | #E20909   |
| Sable (noir)                           | Fekete                  |        | #000000   |
| Sinople (vert)                         | Zöld                    |        | #5AB532   |
| Carnation (chair)                      | -                       |        | #FEC3AC   |
| Gris pour les contours de meuble sable | -                       |        | #313131   |
| Pourpre (violet)                       | Bíbor                   |        | #D576AD   |

## Meubles récurrents

### Personnages

Saint Étienne de Hongrie
Pasteur hongrois de la Puszta

## Galerie

Armes primitives des Báthory (clan Gutkeled). Bon exemple des premières armoiries en Hongrie; composées uniquement d'un métal et d'une couleur. XIIIe siècle.
Blason des Héderváry, XIIIe siècle.
Blason des bothfalvai Both de 1460.
Blason de la famille Sándor et ville de Bajna. Fin du XVe siècle.
Blason de la famille bajnai Both, vers 1500.
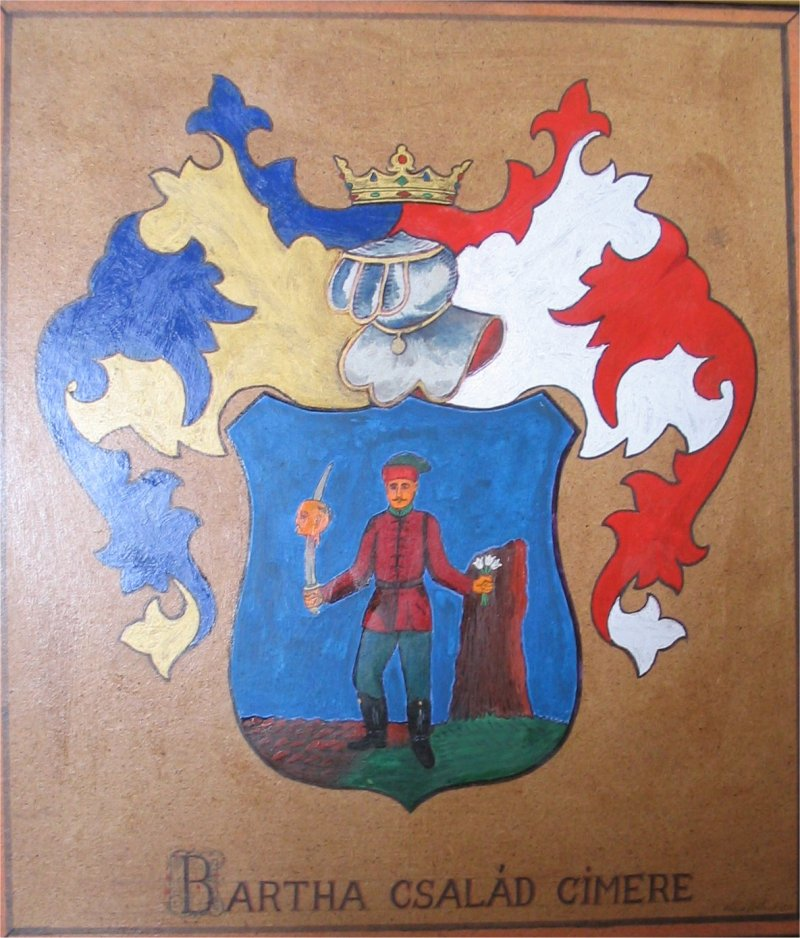
Armoiries de la famille Bartha ; figuratives : tête de Turc empalée sur un sabre; fond azur, trimont sinople, lambrequins bicolores. Fin du XVe - début du XVIIe siècle.
Blason de la famille Kossuth de 1479.
Blason des Hunyadi de 1453.
Blason des Zutori de 1548.
Blason des Bercsényi.
Blason de la famille Somogyi (et la ville de Hajdúszoboszló) de 1654.
Blason de la famille Zimányi
Blason de la famille rozsnyóbányai Ujházy (et la ville de Rozsnyóbánya) de 1609.